# تروي ويليامسون
تروي ويليامسون (بالإنجليزية: Troy Williamson)‏ هو لاعب كرة قدم أمريكية أمريكي، ولد في 30 أبريل 1983 في أيكن في الولايات المتحدة.

## وصلات خارجية
- تروي ويليامسون على موقع مرجع كرة القدم المحترفة.كوم (الإنجليزية)